# Gvanako
Gvanako (znanstveno ime Lama guanicoe) je južnoameriški predstavnik družine kamel, ki živi na visokogorskih travnikih osrednjih Andov, podobno kot sorodna vikunja.
Najbližji divji sorodnik je vikunja, s katerim sta se vrsti oddelili od skupnega prednika pred dvema do tremi milijoni let.
Iz njegove dlake tudi predejo volno, vendar je za to primernejša volna manjše alpake, najbolj dragocena pa je volna vikunje.  
1. ↑  Franklin, William L. (1996). »Kamele«.  V Macdonald, D. (ur.). Velika enciklopedija: Sesalci. Ljubljana: Mladinska knjiga. str. 512–515. COBISS 61844992. ISBN 86-11-14524-0.